# Søren Johnsen
Søren Johnsen es un deportista danés que compitió en vela en la clase Europe. Ganó cinco medallas en el Campeonato Mundial de Europe entre los años 1998 y 2002, y tres medallas en el Campeonato Europeo de Europe entre los años 1999 y 2002.

## Palmarés internacional
| Campeonato Mundial | Campeonato Mundial           | Campeonato Mundial | Campeonato Mundial |
| Año                | Lugar                        | Medalla            | Clase              |
| ------------------ | ---------------------------- | ------------------ | ------------------ |
| 1998               | Travemünde (Alemania)        | Medalla de oro     | Europe             |
| 1999               | Melbourne (Australia)        | Medalla de oro     | Europe             |
| 2000               | Salvador (Brasil)            | Medalla de plata   | Europe             |
| 2001               | Vilamoura (Portugal)         | Medalla de oro     | Europe             |
| 2002               | Hamilton (Canadá)            | Medalla de oro     | Europe             |
| Campeonato Europeo |                              |                    |                    |
| Año                | Lugar                        | Medalla            | Clase              |
| 1999               | Hayling Island (Reino Unido) | Medalla de oro     | Europe             |
| 2000               | Murcia (España)              | Medalla de plata   | Europe             |
| 2002               | Nieuwpoort (Bélgica)         | Medalla de oro     | Europe             |